# (5121) Numazawa
(5121) Numazawa (1989 AX1) – planetoida z pasa głównego asteroid okrążająca Słońce w ciągu 3,34 lat w średniej odległości 2,23 j.a. Odkryta 15 stycznia 1989 roku.